# Dekanija Ilirska Bistrica
Dekanija Ilirska Bistrica je rimskokatoliška dekanija, ki spada pod okrilje škofije Koper. 

## Župnije
- Župnija Hrušica
- Župnija Ilirska Bistrica
- Župnija Jelšane
- Župnija Knežak
- Župnija Podgrad
- Župnija Podgraje